# Gastone Giacomini
Gastone Giacomini (Roma, 20 ottobre 1913 – Riolo Terme, 10 aprile 1945) è stato un ufficiale e partigiano italiano.

## Biografia
Ufficiale dell'Esercito Italiano, insignito di tre decorazioni al valor militare, è stato insignito alla memoria con il più alto riconoscimento: la Medaglia d'oro al valor militare.
Ha combattuto, nel corso della Seconda guerra mondiale, prima sul fronte occidentale, poi in Africa settentrionale, distinguendosi nella battaglia di Takrouna. Nel settembre del 1943, all'annuncio dell'armistizio, insieme ad altri militari, si oppose ai nazifascisti. Liberata Roma si è arruolato nell'88º Reggimento fanteria del Gruppo di combattimento "Friuli" col grado di capitano.
Fu ferito sei volte in azioni di guerra, e cadde sul fronte del Senio, durante l'ultima offensiva per la liberazione dell'Italia settentrionale.
A Roma gli è stata dedicata una via.